# Grosmannia galeiformis
Grosmannia galeiformis är en svampart som först beskrevs av B.K. Bakshi, och fick sitt nu gällande namn av Zipfel, Z.W. de Beer & M.J. Wingf. 2006. Grosmannia galeiformis ingår i släktet Grosmannia och familjen Ophiostomataceae.  Arten är reproducerande i Sverige. Inga underarter finns listade i Catalogue of Life.